# واين وانغ
واين وانغ (بالإنجليزية: Wayne Wang)‏ (بالصينية: 王穎) مخرج سنمائي أمريكي، من مواليد 12 يناير 1949 في هونغ كولغ .

## السيرة الذاتية
ولد و ترعرع وانغ في هونغ كونغ ، سمي على اسم نجم والده المفضل جون واين. عندما كان عمره 17 سنة رتب له والداه للانتقال إلى الولايات المتحدة للدراسة هناك ، و للتحضير للمدرسة الطبية. ومع ذلك ، وانغ سرعان ما وضع هذه الخطة جانبا عندما كانت 'عيونه مفتوحة تماما' وفي تجربة جديدة ، كما التفت إلى الفنون ، و هناك انتقل إلى دراسة السينما والتلفزيون في كلية كاليفورنيا للفنون في أوكلاند.

## الحياة الشخصية
وهو متزوج سابقا بملكة جمال هونج كونج، مياو كورا، ويعيش الآن في سان فرانسيسكو .

## أهم أعماله
- رجل وامرأة، وقاتل (1975)
- تشان مفقود (1982)
- خلاصة القول: أن قليلاً من القلب (1985)
- البطولات الأربع الرقص (1987)
- إخراج مبلغ خافت (1988)
- تناول وعاء من الشاي(1989)
- الحياة رخيصة... ولكن ورق الحمام مكلف (1989)
- الغرباء (1992)
- نادي جوي لاك (1993)
- دخان (1995)
- الأزرق في مواجهة (1995)
- الصندوق الصيني (1997)
- في أي مكان ولكن هنا (1999)
- وسط العالم (2001)
- خادمة في مانهاتن (2002)
- بسبب ديكسي وين (2005)
- العطلة الأخيرة ( 2006)
- ألف سنة من الدعاء (2007)
- أميرة نبراسكا (2008)
- مشروع فيلم الحي الصيني (2009)
- زهرة الثلج والمروحة السرية (2011)
- روح مأدبة (2014)
- عندما تنام المرأة (2016)

## روابط خارجية
- واين وانغ على موقع IMDb (الإنجليزية)
- واين وانغ على موقع مونزينجر (الألمانية)
- واين وانغ على موقع ألو سيني (الفرنسية)
- واين وانغ على موقع أول موفي (الإنجليزية)
- واين وانغ على موقع قاعدة بيانات الأفلام السويدية (السويدية)
- واين وانغ على موقع إن إن دي بي (الإنجليزية)
- واين وانغ على موقع قاعدة بيانات الفيلم (الإنجليزية)
- واين وانغ على موقع كينوبويسك (الروسية)